# Dylan Alcott
Dylan Martin Alcott, OAM (4 de dezembro de 1990) é um ex-tenista e ex-basquetebolista paralímpico australiano, ambos em cadeira de rodas.
Nos Jogos Paralímpicos de Pequim, em 2008, aos 17 anos, conquistou a medalha de ouro com a equipe australiana no basquete masculino em cadeira de rodas.
Alcott conquistou a medalha de prata nos Jogos de Londres, em 2012, também no basquete masculino em cadeira de rodas com a equipe australiana.
No tênis em cadeira de rodas na Rio 2016, Alcott obteve duas medalhas de ouro com disputa de simples e duplas na categoria quad. Em Tóquio 2020, conquistou novamente o titulo de simples tetraplégico a vencer o Sam Schröder por 2–0 em sets (7-6 e 6-4) na final, além de obter a prata nas duplas ao lado de Heath Davidson.
Anunciou que se aposentaria durante o Australian Open de 2022. Durante o evento, não saiu com título, perdendo a final e último jogo da carreira para o holandês Sam Schröder.